# 北海道・東北地方の史跡一覧
北海道・東北地方の史跡一覧（ほっかいどう・とうほくちほうのしせきいちらん）は北海道・東北にある史跡を一覧形式でまとめたものである。

## 北海道
北海道では、特別史跡1件を含む計55件が指定されている。

### 国指定

#### 道南
特別史跡
- 五稜郭跡（ごりょうかくあと）〔函館市〕1922年10月12日

史跡
- 四稜郭（しりょうかく）〔函館市〕　1934年1月22日
- 志苔館跡（しのりたてあと）〔函館市〕
- 大船遺跡（おおふねいせき）〔函館市〕（世界遺産「北海道・北東北の縄文遺跡群」の構成資産）
- 垣ノ島遺跡（かきのしまいせき）〔函館市〕（世界遺産「北海道・北東北の縄文遺跡群」の構成資産）
- 松前藩戸切地陣屋跡（まつまえはんへきりちじんやあと）〔北斗市〕
- 茂別館跡（もべつたてあと）〔北斗市〕
- 大館跡（おおだてあと）〔松前郡松前町〕
- 松前藩主松前家墓所（まつまえはんしゅまつまえけぼしょ）〔松前郡松前町〕
- 松前氏城跡（まつまえししろあと）〔松前郡松前町・檜山郡厚沢部町〕1935年6月7日
  - 福山城跡（ふくやまじょうあと）
  - 館城跡（たてじょうあと）
- 鷲ノ木遺跡（わしのきいせき）〔茅部郡森町〕
- 上之国館跡（かみのくにたてあと）〔檜山郡上ノ国町〕
  - 花沢館跡（はなざわだてあと）
  - 洲崎館跡（すざきだてあと）
  - 勝山館跡（かつやまだてあと）
- ピリカ遺跡（ぴりかいせき）〔瀬棚郡今金町〕

#### 道央
史跡
- 忍路環状列石（おしょろかんじょうれっせき）〔小樽市〕
- 手宮洞窟（てみやどうくつ）〔小樽市〕　1921年3月3日
- 旧歌棄佐藤家漁場（きゅううたすつさとうけぎょば）〔寿都郡寿都町〕2016年3月1日
- 大谷地貝塚（おおやちかいづか）〔余市郡余市町〕　1999年5月21日
- 旧下ヨイチ運上家（きゅうしもよいちうんじょうや）〔余市郡余市町〕
- 旧余市福原漁場（きゅうよいちふくはらぎょば）〔余市郡余市町〕
- フゴッペ洞窟（ふごっぺどうくつ）〔余市郡余市町〕
- 開拓使札幌本庁本庁舎跡および旧北海道庁本庁舎（かいたくしさっぽろほんちょうほんちょうしゃあとおよびきゅうほっかいどうちょうほんちょうしゃ）〔札幌市〕
- 琴似屯田兵村兵屋跡（ことにとんでんへいそんへいおくあと）〔札幌市〕　1982年5月7日
- 荘内藩ハママシケ陣屋跡（しょうないはんはまましけじんやあと）〔石狩市〕
- 江別古墳群（えべつこふんぐん）〔江別市〕
- 旧島松駅逓所（きゅうしままつえきていしょ）〔北広島市〕　1984年7月25日
- カリンバ遺跡（かりんばいせき）〔恵庭市〕
- ウサクマイ遺跡群（うさくまいいせきぐん）〔千歳市〕（世界遺産「北海道・北東北の縄文遺跡群」の構成資産）
- キウス周堤墓群（きうすしゅうていぼぐん）〔千歳市〕
- 音江環状列石（おとえかんじょうれっせき）〔深川市〕
- 入江・高砂貝塚（いりえ・たかさごかいづか）〔虻田郡洞爺湖町〕（世界遺産「北海道・北東北の縄文遺跡群」の構成資産）
- 北黄金貝塚（きたこがねかいづか）〔伊達市〕（世界遺産「北海道・北東北の縄文遺跡群」の構成資産）
- 善光寺跡（ぜんこうじあと）〔伊達市〕
- 東蝦夷地南部藩陣屋跡（ひがしえぞちなんぶはんじんやあと）
  - モロラン陣屋跡（もろらんじんやあと）〔室蘭市〕
  - ヲシャマンベ陣屋跡（おしゃまんべじんやあと）〔山越郡長万部町〕（道南）
  - 砂原陣屋跡（さわらじんやあと）〔茅部郡森町〕（道南）
- 白老仙台藩陣屋跡（しらおいせんだいはんじんやあと）〔白老郡白老町〕
- 静川遺跡（しずかわいせき）〔苫小牧市〕　1987年1月8日
- シベチャリ川流域チャシ跡群及びアッペツチャシ跡（しべちゃりがわりゅういきちゃしあとぐんおよびあっぺつちゃしあと）〔日高郡新ひだか町・沙流郡日高町〕
- 様似山道（さまにさんどう）〔様似郡様似町〕
- 猿留山道（さるるさんどう）〔幌泉郡えりも町〕

#### 道北
史跡
- 旧留萌佐賀家漁場（きゅうるもいさがけぎょば）〔留萌市〕　1997年3月17日
- 白滝遺跡群（しらたきいせきぐん）〔紋別郡遠軽町〕
- 常呂遺跡（ところいせき）〔北見市〕
- 桂ヶ岡砦跡（かつらがおかちゃしあと）〔網走市〕
- 最寄貝塚（もよろかいづか）〔網走市〕
- チャシコツ岬上遺跡 （ちゃしこつみさきうえいせき）〔斜里郡斜里町〕

#### 道東
史跡
- オタフンベチャシ跡（おたふんべちゃしあと）〔十勝郡浦幌町〕
- ユクエピラチャシ跡（ゆくえぴらちゃしあと）〔足寄郡陸別町〕
- 釧路川流域チャシ跡群（くしろがわりゅういきちゃしあとぐん）〔釧路市・川上郡弟子屈町・川上郡標茶町・釧路郡釧路町〕2015年3月17日統合・追加指定・名称変更
- 春採台地竪穴群（はるとりだいちたてあなぐん）〔釧路市〕
- 東釧路貝塚（ひがしくしろかいづか）〔釧路市〕
- 北斗遺跡（ほくといせき）〔釧路市〕
- 国泰寺跡（こくたいじあと）〔厚岸郡厚岸町〕
- 旧奥行臼駅逓所（きゅうおくゆきうすえきていしょ）〔野付郡別海町〕
- 標津遺跡群（しべついせきぐん）〔標津郡標津町〕
  - 伊茶仁カリカリウス遺跡（いちゃにかりかりうすいせき）
  - 古道遺跡（ふるどういせき）
  - 三本木遺跡（さんぼんぎいせき）
- 西月ヶ岡遺跡（にしつきがおかいせき）〔根室市〕
- 根室半島チャシ跡群（ねむろはんとうちゃしあとぐん）〔根室市〕1983年4月26日

### 道指定
北海道指定史跡については北海道指定文化財一覧#史跡を参照のこと。

## 青森県
青森県では、特別史跡1件を含む計22件が指定されている。

### 国指定
特別史跡
- 三内丸山遺跡（さんないまるやまいせき）〔青森市〕（世界遺産「北海道・北東北の縄文遺跡群」の構成資産）

史跡
- 浜尻屋貝塚（はましりやかいづか）〔下北郡東通村〕2006年7月28日
- 七戸城跡（しちのへじょうあと）〔上北郡七戸町〕1941年12月13日
- 二ツ森貝塚（ふたつもりかいづか）〔上北郡七戸町〕1998年1月16日（世界遺産「北海道・北東北の縄文遺跡群」の構成資産）
- 阿光坊古墳群（あこうぼうこふんぐん）〔上北郡おいらせ町〕2007年7月26日
- 大平山元遺跡（おおだいやまもといせき）〔東津軽郡外ヶ浜町〕2013年3月27日（世界遺産「北海道・北東北の縄文遺跡群」の構成資産）
- 五所川原須恵器窯跡（ごしょがわらすえきかまあと）〔五所川原市〕2004年9月30日
- 十三湊遺跡（とさみなといせき）〔五所川原市〕2005年7月14日
- 山王坊遺跡（さんのうぼういせき）〔五所川原市〕2017年2月9日
- 亀ヶ岡石器時代遺跡（かめがおかせっきじだいいせき）〔つがる市〕1944年6月26日（世界遺産「北海道・北東北の縄文遺跡群」の構成資産）
- 田小屋野貝塚（たごやのかいづか）〔つがる市〕1944年6月26日（世界遺産「北海道・北東北の縄文遺跡群」の構成資産）
- 小牧野遺跡（こまきのいせき）〔青森市〕1995年3月17日（世界遺産「北海道・北東北の縄文遺跡群」の構成資産）
- 高屋敷館遺跡（たかやしきだていせき）〔青森市〕2001年1月29日
- 浪岡城跡（なみおかじょうあと）〔青森市〕1940年2月10日
- 大森勝山遺跡（おおもりかつやまいせき）〔弘前市〕2012年9月19日（世界遺産「北海道・北東北の縄文遺跡群」の構成資産）
- 津軽氏城跡（つがるししろあと）〔西津軽郡鯵ヶ沢町・弘前市〕1952年3月29日
  - 種里城跡（たねさとじょうあと）〔西津軽郡鯵ヶ沢町〕
  - 堀越城跡（ほりこしじょうあと）〔弘前市〕
  - 弘前城跡（ひろさきじょうあと）〔弘前市〕
- 垂柳遺跡（たれやなぎいせき）〔南津軽郡田舎館村〕1999年5月21日
- 是川石器時代遺跡（これかわせっきじだいいせき）〔八戸市〕1957年7月1日（世界遺産「北海道・北東北の縄文遺跡群」の構成資産）
- 丹後平古墳群（たんごたいこふんぐん）〔八戸市〕1999年1月14日
- 長七谷地貝塚（ちょうしちやちかいづか）〔八戸市〕1981年5月25日
- 根城跡（ねじょうあと）〔八戸市〕1941年12月13日
- 聖寿寺館跡（しょうじゅじたてあと）〔三戸郡南部町〕2004年9月30日
- 三戸城跡（さんのへじょうあと）〔三戸郡三戸町〕2022年3月15日

### 県指定
青森県指定史跡については青森県指定文化財一覧#史跡を参照のこと。

## 岩手県
岩手県では、特別史跡3件を含む計30件が指定されている。

### 国指定
特別史跡
- 中尊寺境内（ちゅうそんじけいだい）〔西磐井郡平泉町〕（世界遺産「平泉―仏国土（浄土）を表す建築・庭園及び考古学的遺跡群―」の構成資産）
- 無量光院跡（むりょうこういんあと）〔西磐井郡平泉町〕（「平泉―仏国土（浄土）を表す建築・庭園及び考古学的遺跡群―」の構成資産）
- 毛越寺境内 附 鎮守社跡（もうつうじけいだい つけたり ちんじゅしゃあと）〔西磐井郡平泉町〕 -観自在王院跡（「平泉―仏国土（浄土）を表す建築・庭園及び考古学的遺跡群―」の構成資産）

史跡
- 九戸城跡（くのへじょうあと）〔二戸市〕
- 奥州街道（おうしゅうかいどう）〔岩手郡岩手町・二戸郡一戸町〕 2010年2月22日
- 御所野遺跡（ごしょのいせき）〔二戸郡一戸町〕（世界遺産「北海道・北東北の縄文遺跡群」の構成資産）
- 志波城跡 （しわじょうあと） 〔盛岡市〕
- 盛岡城跡（もりおかじょうあと）〔盛岡市〕
- 徳丹城跡（とくたんじょうあと）〔紫波郡矢巾町〕
- 綾織新田遺跡（あやおりしんでんいせき）〔遠野市〕
- 江釣子古墳群（えづりここふんぐん）〔北上市〕
- 樺山遺跡（かばやまいせき）〔北上市〕
- 国見山廃寺跡（くにみさんはいじあと）〔北上市〕
- 八天遺跡（はってんいせき）〔北上市〕
- 南部領伊達領境塚（なんぶりょうだてりょうさかいづか）〔北上市・胆沢郡金ケ崎町〕
- 鳥海柵跡 （とのみのさくあと） 〔胆沢郡金ケ崎町〕
- 大清水上遺跡 （おおすずかみいせき） 〔奥州市〕
- 角塚古墳 （つのづかこふん） 〔奥州市〕
- 胆沢城跡 （いさわじょうあと） 〔奥州市〕
- 高野長英旧宅（たかのちょうえいきゅうたく）〔奥州市〕
- 柳之御所・平泉遺跡群（やなぎのごしょ・ひらいずみいせきぐん）〔奥州市・西磐井郡平泉町〕-柳之御所遺跡、白鳥舘遺跡、長者ヶ原廃寺跡、倉町遺跡、接待館遺跡
- 金鶏山（きんけいざん）〔西磐井郡平泉町〕（「平泉―仏国土（浄土）を表す建築・庭園及び考古学的遺跡群―」の構成資産）
- 達谷窟（たっこくのいわや）〔西磐井郡平泉町〕
- 骨寺村荘園遺跡（ほねでらむらしょうえんいせき）〔一関市〕
- 橋野高炉跡（はしのこうろあと）〔釜石市〕（世界遺産「明治日本の産業革命遺産 製鉄・製鋼、造船、石炭産業」の構成資産）
- 崎山貝塚（さきやまかいづか）〔宮古市〕
- 大洞貝塚（おおほらかいづか）〔大船渡市〕
- 下船渡貝塚（しもふなとかいづか）〔大船渡市〕
- 蛸ノ浦貝塚（たこのうらかいづか）〔大船渡市〕
- 中沢浜貝塚（なかざわはまかいづか）〔陸前高田市〕

### 県指定
岩手県指定史跡については岩手県指定文化財一覧#史跡を参照のこと。

## 宮城県
宮城県では、特別史跡1件を含む計35件が指定されている（2都道府県以上にまたがる史跡1件を含む）。

### 国指定
特別史跡
- 多賀城跡 附 寺跡（たがじょうあと つけたり てらあと）〔多賀城市〕

史跡
- 梁瀬浦遺跡（やなせうらいせき）〔角田市〕
- 三十三間堂官衙遺跡（さんじゅうさんげんどうかんがいせき）〔亘理郡亘理町〕
- 飯野坂古墳群（いいのざかこふんぐん）〔名取市〕
- 雷神山古墳（らいじんやまこふん）〔名取市〕
- 仙台郡山官衙遺跡群（せんだいこおりやまかんがいせきぐん）〔仙台市〕
  - 郡山官衙遺跡（こおりやまかんがいせき）
  - 郡山廃寺跡（こおりやまはいじあと）
- 仙台城跡（せんだいじょうあと）〔仙台市〕 - 別名「青葉城」
- 林子平墓（はやししへいのはか）〔仙台市〕
- 陸奥国分寺跡（むつこくぶんじあと）〔仙台市〕
- 陸奥国分尼寺跡（むつこくぶんにじあと）〔仙台市〕
- 遠見塚古墳（とおみづかこふん）〔仙台市〕
- 岩切城跡（いわきりじょうあと）〔仙台市・宮城郡利府町〕
- 大木囲貝塚（だいぎがこいかいづか）〔宮城郡七ヶ浜町〕
- 西の浜貝塚（にしのはまかいづか）〔宮城郡松島町〕
- 里浜貝塚（さとはまかいづか）〔東松島市〕
- 沼津貝塚（ぬまづかいづか）〔石巻市〕
- 山前遺跡（やままえいせき）〔遠田郡美里町〕
- 黄金山産金遺跡（こがねやまさんきんいせき）〔遠田郡涌谷町〕
- 長根貝塚（ながねかいづか）〔遠田郡涌谷町〕
- 日の出山瓦窯跡（ひのでやまかわらがまあと）〔加美郡色麻町〕
- 城生柵跡（じょうのさくあと）〔加美郡加美町〕
- 東山官衙遺跡（ひがしやまかんがいせき）〔加美郡加美町〕1998年10月16日
- 木戸瓦窯跡（きどかわらがまあと）〔大崎市〕
- 旧有備館および庭園（きゅうゆうびかんおよびていえん）〔大崎市〕
- 大吉山瓦窯跡（だいきちやまかわらがまあと）〔大崎市〕
- 出羽仙台街道中山越（でわせんだいかいどうなかやまごえ）〔宮城県大崎市・山形県最上郡最上町〕 1990年2月22日
- 中沢目貝塚（なかざわめかいづか）〔大崎市〕
- 宮沢遺跡（みやざわいせき）〔大崎市〕
- 名生館官衙遺跡（みょうだてかんがいせき）〔大崎市〕
- 陸奥上街道（むつかみかいどう）〔大崎市〕
- 山畑横穴群（やまはたよこあなぐん）〔大崎市〕
- 伊治城跡（いじじょうあと）〔栗原市築館町〕
- 旧有壁宿本陣（きゅうありかべじゅくほんじん）〔栗原市〕
- 山王囲遺跡（さんのうがこいいせき）〔栗原市一迫町〕
- 仙台藩花山村寒湯番所跡（せんだいはんはなやまむらぬるゆばんしょあと）〔栗原市〕

### 県指定
宮城県指定史跡については宮城県指定文化財一覧#史跡を参照のこと。

## 秋田県
秋田県では、特別史跡1件を含む計13件が指定されている（2都道府県以上にまたがる史跡1件を含む）。

### 国指定
特別史跡
- 大湯環状列石（おおゆかんじょうれっせき）〔鹿角市〕1951年12月26日（世界遺産「北海道・北東北の縄文遺跡群」の構成資産）

史跡
- 伊勢堂岱遺跡（いせどうたいいせき）〔北秋田市〕 2001年1月29日（世界遺産「北海道・北東北の縄文遺跡群」の構成資産）
- 杉沢台遺跡（すぎさわだいいせき）〔能代市〕1981年9月3日
- 檜山安東氏城館跡（ひやまあんどうしじょうかんあと）〔能代市〕 1980年3月21日
  - 檜山城跡（ひやまじょうあと）
  - 大館跡（おおだてあと）
  - 茶臼館跡（ちゃうすだてあと）
- 秋田城跡（あきたじょうあと）〔秋田市〕1939年9月7日
- 地蔵田遺跡（じぞうでんいせき）〔秋田市〕 1996年11月6日
- 平田篤胤の墓（ひらたあつたねのはか）〔秋田市〕 1934年5月1日
- 脇本城跡（わきもとじょうあと）〔男鹿市〕 2004年9月30日
- 払田柵跡（ほったのさくあと）〔大仙市・仙北郡美郷町〕1931年3月30日
- 大鳥井山遺跡（おおとりいやまいせき）〔横手市〕 2010年2月22日
- 岩井堂洞窟（いわいどうどうくつ）〔湯沢市〕 1978年9月18日
- 由利海岸波除石垣（ゆりかいがんなみよけいしがき）〔にかほ市〕 1997年9月11日
- 鳥海山（ちょうかいざん、ちょうかいさん）〔山形県飽海郡遊佐町・秋田県由利本荘市・にかほ市〕

### 県指定
秋田県指定史跡については秋田県指定文化財一覧#史跡を参照のこと。

## 山形県
山形県では、28件が指定されている（2都道府県以上にまたがる史跡2件を含む）。

### 国指定
史跡
- 一ノ坂遺跡（いちのさかいせき）〔米沢市〕 1997年7月28日
- 上杉治憲敬師郊迎跡（うえすぎはるのりけいしこうげいあと）〔米沢市〕 1935年6月7日
- 古志田東遺跡（ふるしだひがしいせき）〔米沢市〕 2000年5月19日
- 米沢藩主上杉家墓所（よねざわはんしゅうえすぎけぼしょ）〔米沢市〕 1984年1月11日
- 舘山城跡（たてやまじょうあと）〔米沢市〕2016年3月1日
- 下小松古墳群（しもこまつこふんぐん）〔東置賜郡川西町〕 2000年9月21日
- 一の沢洞窟（いちのさわどうくつ）〔東置賜郡高畠町〕 1980年9月11日
- 大立洞窟（おおだちどうくつ）〔高畠町〕 1980年6月3日
- 日向洞窟（ひなたどうくつ）〔高畠町〕 1977年2月17日
- 火箱岩洞窟（ひばこいわどうくつ）〔高畠町〕 1983年4月26日
- 稲荷森古墳（いなりもりこふん）〔南陽市〕 1980年5月24日
- 羽州街道（うしゅうかいどう）〔上山市〕 1997年9月11日
  - 楢下宿（ならげしゅく）
  - 金山越（かなやまごえ）
- 嶋遺跡（しまいせき）〔山形市〕 1966年12月19日
- 山形城跡（やまがたじょうあと）〔山形市〕 1986年5月28日
- 山寺（やまでら）〔山形市〕 1932年3月25日 ※名勝史跡
- 左沢楯山城跡（あてらざわたてやまじょうあと）〔西村山郡大江町〕2009年2月12日
- 西沼田遺跡（にしぬまたいせき）〔天童市） 1987年1月26日
- 慈恩寺旧境内（じおんじきゅうけいだい）〔寒河江市〕　2014年10月6日
- 延沢銀山遺跡（のべさわぎんざんいせき）〔尾花沢市〕 1985年12月21日 - 延沢城
- 新庄藩主戸沢家墓所（しんじょうはんしゅとざわけぼしょ）〔新庄市〕 1987年5月12日
- 出羽仙台街道中山越（でわせんだいかいどうなかやまごえ）〔宮城県大崎市・山形県最上郡最上町〕 1990年2月22日
- 城輪柵跡（きのわさくあと）〔酒田市〕 1932年4月26日
- 旧鐙屋（きゅうあぶみや）〔酒田市〕 1984年5月25日
- 堂の前遺跡（どうのまえいせき）〔酒田市〕 1979年10月23日
- 小国城跡（おぐにじょうあと）〔鶴岡市〕 2002年12月14日
- 旧致道館（きゅうちどうかん）〔鶴岡市〕 1951年6月9日
- 松ヶ岡開墾場（まつがおかかいこんじょう）〔鶴岡市〕 1989年8月11日
- 鳥海山（ちょうかいざん、ちょうかいさん）〔山形県飽海郡遊佐町・秋田県由利本荘市・にかほ市〕
- 小山崎遺跡（こやまざきいせき）〔遊佐町〕2020年3月10日

### 県指定
山形県指定史跡については山形県指定文化財一覧#史跡を参照のこと。

## 福島県
福島県では、48件が指定されている。

### 国指定
史跡
- 桑折西山城跡（こおりにしやまじょうあと）〔伊達郡桑折町〕1990年2月19日
- 阿津賀志山防塁（あつかしやまぼうるい）〔伊達郡国見町〕
- 石母田供養石塔（いしもだくようせきとう）〔国見町〕
- 霊山（りょうぜん）〔伊達市・相馬市〕
- 鮎滝渡船場跡（あゆたきとせんばあと）〔福島市〕
- 下鳥渡供養石塔（しもとりわたくようせきとう）〔福島市〕
- 宮畑遺跡（みやはたいせき）〔福島市〕
- 和台遺跡（わだいいせき）〔福島市〕
- 二本松城跡（にほんまつじょうあと）〔二本松市〕2007年7月26日
- 旧二本松藩戒石銘碑（きゅうにほんまつはんかいせきめいひ）〔二本松市〕
- 大安場古墳（おおやすばこふん）〔郡山市〕2000年5月19日
- 宇津峯（うつみね）〔郡山市・須賀川市〕
- 須賀川一里塚（すかがわいちりづか）〔須賀川市〕
- 上人壇廃寺跡（しょうにんだんはいじあと）〔須賀川市〕
- 米山寺経塚群（べいざんじきょうづかぐん）〔須賀川市〕
- 須釜東福寺舎利石塔（すがまとうふくじしゃりせきとう）〔石川郡玉川村〕
- 泉崎横穴（いずみざきよこあな）〔西白河郡泉崎村〕
- 小峰城跡（こみねじょうあと）〔白河市〕
- 白河関跡（しらかわのせきあと）〔白河市〕
- 白河舟田・本沼遺跡群（しらかわふなだ・もとぬまいせきぐん）〔白河市〕
- 白河官衙遺跡群（しらかわかんがいせきぐん）〔白河市〕
  - 関和久官衙遺跡（せきわくかんがいせき）
  - 借宿廃寺跡（かりやどはいじあと）
- 南湖公園（なんここうえん）〔白河市〕
- 白川城跡（しらかわじょうあと）〔白河市〕2016年10月3日
- 新地貝塚 附 手長明神社跡（しんちかいづか つけたり てながみょうじんしゃあと）〔相馬郡新地町〕
- 泉官衙遺跡（いずみかんがいせき）〔南相馬市〕 2010年2月22日
- 浦尻貝塚（うらじりかいづか）〔南相馬市〕
- 観音堂石仏（かんのんどうせきぶつ）〔南相馬市〕
- 桜井古墳（さくらいこふん）〔南相馬市〕
- 羽山横穴（はやまよこあな）〔南相馬市〕
- 真野古墳群（まのこふんぐん）〔南相馬市〕
- 薬師堂石仏 附 阿彌陀堂石仏（やくしどうせきぶつ つけたり あみだどうせきぶつ）〔南相馬市〕
- 横大道製鉄遺跡（よこだいどうせいてついせき）〔南相馬市〕
- 清戸迫横穴（きよとさくよこあな）〔双葉郡双葉町〕
- 甲塚古墳（かぶとづかこふん）〔いわき市〕1923年3月7日国指定
- 白水阿弥陀堂境域（しらみずあみだどうきょういき）〔いわき市〕1966年9月12日
- 根岸官衙遺跡群（ねぎしかんがいせきぐん）〔いわき市〕2005年7月14日
- 中田横穴（なかたよこあな）〔いわき市〕1970年5月11日
- 大塚山古墳（おおつかやまこふん）〔会津若松市〕1972年5月26日
- 旧滝沢本陣（きゅうたきざわほんじん）〔会津若松市〕1970年3月16日
- 若松城跡（わかまつじょうあと）〔会津若松市〕1934年12月28日
- 会津藩主松平家墓所（あいづはんしゅまつだいらけぼしょ）〔会津若松市・耶麻郡猪苗代町〕1987年5月12日
- 慧日寺跡（えにちじあと）〔耶麻郡磐梯町〕1970年12月4日
- 古屋敷遺跡（ふるやしきいせき）〔喜多方市〕2000年12月4日
- 会津新宮城跡（あいづしんぐうじょうあと）〔喜多方市〕2009年7月23日
- 亀ヶ森・鎮守森古墳（かめがもり・ちんじゅもりこふん）〔河沼郡会津坂下町〕1976年5月6日
- 陣が峯城跡（じんがみねじょうあと）〔河沼郡会津坂下町〕2007年7月26日
- 向羽黒山城跡（むかいはぐろやまじょうあと）〔大沼郡会津美里町〕2001年8月7日
- 下野街道（しもつけかいどう）〔南会津郡下郷町〕2002年3月19日
- 柏木城跡（かしわぎじょうあと）〔耶麻郡北塩原村〕2022年3月15日
- 棚倉城跡（たなぐらじょうあと）〔東白川郡棚倉町〕2019年2月26日

### 県指定
福島県指定史跡については福島県指定文化財一覧#史跡を参照のこと。